# گرانی‌سنجی

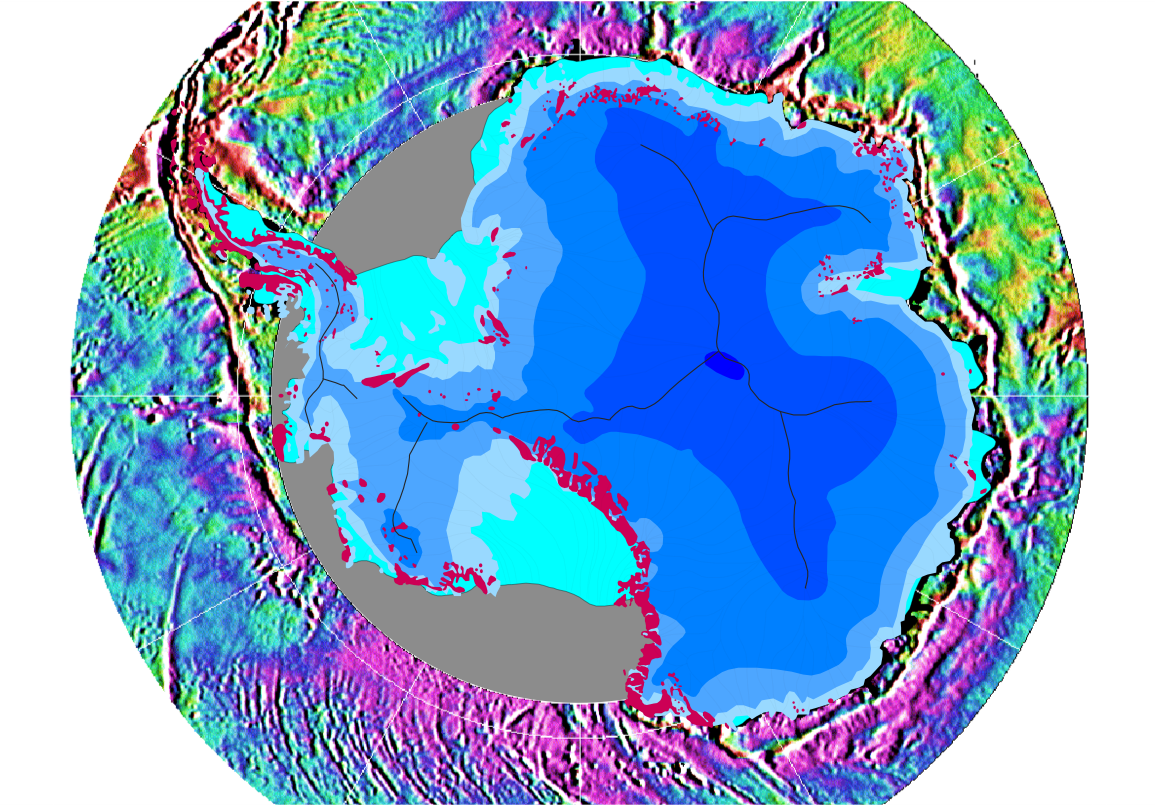
نمایی از گرانش‌سنجی

گرانی‌سنجی، گرانش‌سنجی یا ثقل‌سنجی (به انگلیسی: Gravimetry)، به عملیات اندازه‌گیری ثقل یا گرانش گفته می‌شود. در این روش اندازه‌گیری تغییرات میدان جاذبه زمین در نقاط مختلف آن انجام می‌شود. با توجه به وابستگی میان  میدان جاذبه و چگالی توده‌های مختلف زیرسطحی، با ثبت میدان جاذبه می‌توان مواد معدنی با چگالی بیشتر یا کمتر از سنگ‌های درونگیر آنها را کشف نمود.
این روش را می‌توان در سطح زمین یا در داخل تونلهای زیرزمینی اجرا نمود. در اکتشافات هیدروکربوری این روش به همراه روش مغناطیس سنجی به عنوان یک ابزار شناسایی کاربرد دارد. اجرای این روش ارزان‌تر از روشهای لرزه‌نگاری و گران‌قیمت تر از سایر روشهای ژئوفیزیکی است. در مطالعات مهندسی و باستانشناسی خصوصاً برای کشف حفره‌های زیرزمین کاربرد ویژه دارد.

## تاریخچه
در حدود سال ۱۵۸۹ میلادی گالیلئو گالیله اولین بار تأثیر شتاب جاذبه زمین بر روی اجسام با وزنهای مختلف را کشف نمود و بعداً کپلر قوانین حرکت سیارات را اثبات کرد و در سال ۱۶۸۵ میلادی نیوتن قوانین عمومی جاذبه زمین را معرفی کرد.
طی سال‌های ۱۷۳۵–۱۷۴۵ پییر بوگر بسیاری از روابط ثقل‌سنجی از جمله تغییرات شتاب جاذبه با ارتفاع، عرض جغرافیایی را معرفی کرد.
در سال ۱۸۱۷ آونگ مرکب اولین دستگاه اندازه‌گیری میدان جاذبه بود که توسط کاپیتان هنری کیتر اختراع شد. در سال ۱۹۰۱ رونالدفون اوتوس اولین برداشت ثقل سنجی توسط روی دریاچه یخی والاتون انجام شد و به تدریج این روش مطالعاتی گسترش یافت. اولین اکتشاف ژئوفیزیکی نفت در دسامبر سال ۱۹۲۲ با اندازه‌گیریهای ثقل سنجی در میدان نفتی اسپین دلتا اجرا شد.